# 린다 왓킨스

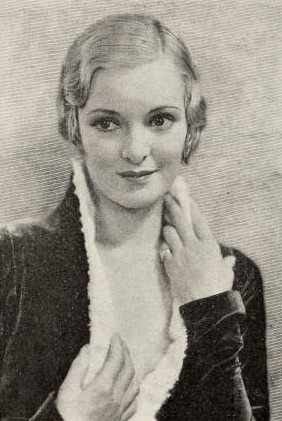

린다 왓킨스(Linda Watkins, 1908년 5월 23일 ~ 1976년 10월 31일)는 미국의 배우, 연극 배우, 텔레비전 배우, 영화배우이다.
보스턴에서 태어났으며 로스앤젤레스에서 질병으로 인해 사망하였다.

## 영화
- 허클베리 핀 (1974년)
- 형사 맥밀란 (1971년)
- 이웃 만들기 (1964년)
- 페어런트 트랩 (1961년)
- 나의 세 아들 (1960년)
- 추격 (1959년)
- 보난자 (1959년)
- 피터 건 (1958년)
- 선셋 77번가 (1958년)
- 프럼 헬 잇 케임 (1957년)
- 딜론 보안관 (1955년)